# Argyrolepidia novaehiberniae
Argyrolepidia novaehiberniae är en fjärilsart som beskrevs av Jean Baptiste Boisduval 1832. Argyrolepidia novaehiberniae ingår i släktet Argyrolepidia och familjen nattflyn. Inga underarter finns listade i Catalogue of Life.